# Eishaus (Sankt Petersburg)
Das Eishaus (russisch Ледяной дом/Ledjanoi dom) war ein im Winter 1739/40 in Sankt Petersburg aus Eis errichteter Palast.
Traditionell wurden in sehr kalten Wintern auf der Newa Eisinstallationen als Festungen zum Training von Soldaten und zur Unterhaltung der Einwohner gebaut. Im Winter 1739/40 mit Temperaturen von −40 °C schlug A.D. Tatischtschew, General und Chef der Sankt Petersburger Polizei, den Bau des Eispalastes vor. Kabinettsminister Artemi Wolynski gab die Idee als seine eigene aus. Pjotr Jeropkin war als Architekt und Georg Wolfgang Krafft als Ingenieur beteiligt. 
Beim ersten Versuch geriet das Haus zu groß, so dass sich die Eisoberfläche durchbog und Wasser ins Hausinnere floss. Den neuen Platz wählte man zwischen dem Winterpalast und der Admiralität, wo sich heute die Schlossbrücke befindet.

Bauplan

Das Haus wurde 16 m lang, 5 m tief und 6 m hoch; die Mauern waren im Schnitt 3 Fuß dick, gebaut aus 120 kg schweren Eisblöcken. Während des Baus führten sie wissenschaftliche Experimente aus, einschließlich Versuche zur Glaziologie.
Die Veranda mit geschnitztem Giebel gliederte das Haus in zwei Teile. Jeder Teil enthält zwei Räume: Es gab ein Wohnzimmer, ein Esszimmer, ein Schlafzimmer und eine Toilette. Mobiliar und Hausrat waren aus Eis. In einem der Zimmer gab es zwei Spiegel, einen Frisiertisch, einige Kerzenständer, ein großes Bett, einen Stuhl und einen Kamin mit Brennholz aus Eis. Der zweite Raum enthielt einen geschnitzten Tisch, zwei Sofas, zwei Sessel und einen kleinen Schrank für ein Teeservice mit Gläsern sowie für Weingläser und Geschirr. Die Ecken des Raumes waren dekoriert mit zwei Statuen Amors. Rechts neben dem Haus standen ein lebensgroßer Elefant und eine Gruppe von Persern aus Eis. Zwei Mörser und sechs sechspfündige Kanonen aus Eis waren neben dem Eingang postiert. Den Versuch, sie mit vier Unzen Pulver abzufeuern, überstanden sie schadlos. 

Hochzeit des Hofnarren im Eishaus (Wedding at the House of Ice; Valery Jacobi, 1878)

Die russische Interimszarin Anna Iwanowna gab vom 27. Januar bis 17. Februar 1740 „in diesem Zauberschloss den Großen ihres Hofes verschiedene Feste“, jedes prächtiger als das vorhergehende. Die ersten Bälle erinnerten an den venezianischen Karneval. Der Höhepunkt war die Hochzeit ihres Hofnarren Prinz Michail Alexejewitsch Golizyn am 6. Februar. Die christliche Kalmückin Awdotja Buscheninowa hatte Anna gegenüber ihre Einsamkeit beklagt. Nachdem Golizyn heimlich eine Italienerin geheiratet und den katholischen Glauben angenommen hatte, hatte Anna ihn zum Hofnarren gemacht und zwang ihn nun, dieses „Mädchen aus der niedrigsten Volksklasse“ zu heiraten. Nach der kirchlichen Hochzeit wurden Braut und Bräutigam in einen großen von einem Elefanten getragenen Käfig gesetzt und von über 400 Personen begleitet, die teils auf Kamelen ritten, teils auf von Rentieren, Schweinen, Hunden, Böcken und Katzen gezogenen Schlitten fuhren. Das hochzeitliche Brautbett war selbstverständlich auch aus Eis. Auf ausdrücklichen Befehl der Zarin mussten sie die ganze Nacht darin zubringen.
Die Ereignisse fanden Niederschlag in Iwan Laschetschnikows Novelle Ledjanoi dom von 1835 und Juri Nagibins Erzählung Kwasnik i Buscheninowa von 1986.
1888 wurde ein Replikat des Eishauses erbaut.